# Sulfit de magnesi
El sulfit de magnesi és la sal de magnesi de l'àcid sulfurós amb la fórmula MgSO
3. La seva forma més comuna hidratada té 6 molècules d'aigua formant un hexahidrat, MgSO
3·6H
2O. Quan s'esclafa per sobre 40 °C (104 °F), ésdeshidratada a sulfit de magnesi trihidrat, o MgSO
3·3H
2O. La formaanhidra és higroscòpica.